# Le Ci-devant jeune homme
Le Ci-devant jeune homme (svensk titel: Ålderdom och dårskap), komedi i en akt av Jean-Toussaint Merle och Nicolas Brazier. Den översattes fritt till svenska av Johan Erik Rydqvist och framfördes 38 gånger mellan 2 september 1831 och 27 april 1845 på Gustavianska operahuset.

## Roller
| Roller                                                | Stämma | Premiärbesättningen på Gustavianska operahuset den 2 september 1831 (Dirigent: - ) |
| ----------------------------------------------------- | ------ | ---------------------------------------------------------------------------------- |
| Baron Torrved, gammal ungkarl                         |        | Herr Sevelin                                                                       |
| Friherrinnan Stjernqvist, ung änka                    |        | Mademoiselle Lindman                                                               |
| Kapten Geldarm, hennes älskare och Torrveds systerson |        | Herr Wennbom                                                                       |
| Kammarjunkare Wäderhane, Torrveds vän                 |        | Herr C. Hjortsberg                                                                 |
| Doktor Lansett, Torrveds läkare                       |        | Herr Deland                                                                        |
| Mäster Kallicet, hans skräddare                       |        | Herr Hyckert                                                                       |
| Flink, hans betjänt                                   |        | Herr Berg                                                                          |
| Ockerlund, procentare                                 |        | Lars Kinmansson                                                                    |
| Knipgren, slottskanslibetjänt                         |        | Herr Svensson                                                                      |